# Hamburger Platt
Unter dem Begriff Hamburger Platt werden alle in Hamburg gesprochenen Varietäten des Niederdeutschen zusammengefasst, wobei „Platt“ als Kürzel für Plattdeutsch steht.
Das Hamburger Platt wird zumeist in zwei Gruppen eingeteilt, in denen sich der alte (heute kaum mehr erkennbare) kulturelle Gegensatz von Geest und Marsch widerspiegelt:
Als Geest-Platt werden die Mundarten bezeichnet, die auf der Geest gesprochen werden, also nicht unmittelbar an der Elbe, sondern weiter davon entfernt, namentlich weiter nördlich, denn Hamburg liegt eigentlich am Nordufer der Elbe. Daher ähnelt das Geest-Platt auch stark dem Holsteiner Platt.
Als Marsch-Platt werden dagegen die Mundarten bezeichnet, die in der Marsch, dem elbnahen Überschwemmungsgebiet, gesprochen werden. Bekannt ist das Finkenwerder Platt, besonders, weil aus Finkenwerder viele Dialektschriftsteller stammen, aber es gibt auch das Vierländer Platt, das Platt des Alten Lands, das Harburger Platt und andere. Auch das sogenannte Hafenplatt, das früher viel im Hamburger Hafen und auf St. Pauli gesprochen wurde, gehört in diese Gruppe.
Die wichtigsten Unterschiede bestehen bei den Vokalen und bei der Realisierung des Phonems b. Eine kleine, beispielhafte Übersicht über die Unterschiede zwischen der Geest- und der Marschvariante:
| Geest | Marsch | Hochdeutsch |
| ----- | ------ | ----------- |
| geven | geben  | geben       |
| maken | moken  | machen      |
| höörn | heuern | hören       |
| Köök  | Köök   | Küche       |
| töven | teuben | warten      |
| baven | boben  | oben        |

Das traditionelle Verbreitungsgebiet des Geest-Platts ist heute großteils verstädtert, und gerade auf dem eigentlichen Stadtgebiet innerhalb des Bundeslandes Hamburg hat das Niederdeutsche einen besonders schweren Stand. Weiter verbreitet ist Platt noch in den zu Hamburg gehörenden ländlichen Gegenden, etwa den Vier- und Marschlanden oder im Alten Land, also gerade dort, wo Marsch-Platt gesprochen wird. Auch im (heute in seiner alten Form nicht mehr bestehenden) Milieu der Hafenarbeiter, einer der letzten Hochburgen des Niederdeutschen in Hamburg, wurde Marsch-Platt gesprochen. Deshalb versteht man unter „Hamburger Platt“ heute meist diese Variante.
Alle Unterarten des Hamburger Platts gehören zum nordniederdeutschen Zweig der niederdeutschen Sprache, dem Nordniedersächsischen.
Der Wortschatz der Hamburger Dialekte ist im Hamburgischen Wörterbuch erfasst und beschrieben. Überdies gibt es einige dialektologische Dissertationen, die den Lautstand des Hamburgischen dokumentieren.